# Münchner Klavierpodium der Jugend
Das Münchner Klavierpodium der Jugend ist ein seit 1998 bestehender und mit wenigen Unterbrechungen jährlich durchgeführter internationaler Klavierwettbewerb für junge Pianisten im Alter von 5 bis 25 Jahren, manchmal auch bis zum Alter von 28 oder 30. Der Wettbewerb wurde vom 27. bis 30. Juni 2024 zum 22. Mal veranstaltet. Der Hauptpreis ist die "Marmortaste" für das Nachwuchs-Klaviertalent des Jahres.

## Geschichte
Veranstalter des Münchner Klavierpodiums ist der Verein ›Dialog‹ Neues Münchner Kunstforum e.V., der den Wettbewerb auf Initiative von Ludmila und Simon Gourari ins Leben gerufen hat. Als Hauptanliegen wird die Entdeckung und Förderung junger Talente genannt. Der Name "Klavierpodium" soll andeuten, dass jungen Pianisten Auftrittsmöglichkeiten geboten werden sollen. Es werden meist keine Geldpreise, sondern Einladungen zu Konzertauftritten vergeben, es werden Konzerte organisiert und andere Engagements vermittelt.

## Teilnahmebedingungen und Bewertung
Zur Teilnahme berechtigt sind Pianisten im Alter von 5 bis 25 Jahren. Zeitweise wurde die Altersgrenze auf 28 angehoben. Die Teilnehmer werden in fünf Altersgruppen eingeteilt. Im 20. Wettbewerb im Jahr 2022 wurde die Altersgrenze auf 30 Jahre in 6 Altersgruppen erhöht. Die Altersgruppe bestimmt die Länge des Vorspielprogramms und die Schwere des Pflichtstücks. Im Jahr 2022 wurde zusätzlich eine Duo-Kategorie eingeführt. Jedes Jahr werden den Teilnehmern durch die Organisatoren ein oder zwei Werke eines oder mehrerer Komponisten als Pflichtstücke vorgegeben. Darüber hinaus sollen die Teilnehmer ein eigenes Programm vorstellen. Bewertet werden die natürliche und getreue Wiedergabe der Werke sowie der künstlerische Ausdruck der Interpretation. Der Hauptpreis "Marmortaste" wird nur bei Einstimmigkeit der Fachjury vergeben. Es werden außerdem Preise für die beste Interpretation der Pflichtstücke, für den "schönen Klavierton" und für weitere Kriterien vergeben. Auf die Angabe des Lehrers und die Nennung früherer Auszeichnungen und Preise wird im Sinne einer Gleichbehandlung verzichtet. Es wird jedoch auch ein Preis für eine herausragende pädagogische Leistung vergeben. Abschluss des Wettbewerbs bildet das Preisträgerkonzert.
Unter den im Mittelpunkt stehenden Komponisten waren Bach und seine Söhne, D. Scarlatti, J. Haydn, W. A. Mozart, L. v. Beethoven, F. Schubert, F. Chopin, R. Schumann, J. Brahms, P. Tschaikowski, S. Prokofjew, D. Schostakowitsch, H. Zilcher sowie zeitgenössische Autoren: R. Schtschedrin, R. Delorko, G. Mishory, Peter Schöbach, Michael Proksch.

## Organisation und Jury
Künstlerischer Leiter und Juryvorsitzender ist Simon Gourari. Neben der Fachjury vergeben eine Mediajury, eine Publikumsjury und eine Jugendjury Wertungen und Preise. Als Juroren haben in den Fachjury mitgewirkt u. a.: Judy Chin, Jean-Marie Cottet, August Gerstmeier, Anna Gourari, Joseph Paratore, Christiane Karajeva, Elza Kolodin, Ewa Kupiec, Gabriele Kupfernagel, Peter Lönnqvist, Wolfgang Manz, Gilead Mishory, Ratko Delorko, Gabriel Rosenberg, Masaki Sakai, Mary Siegle-Collins, Michail Lidskij.

## Preisträger
Die Gewinner des Hauptpreises, der Marmortaste, waren bisher
| Jahr | Marmortaste                      | Komponist des Pflichtstücks                               |
| ---- | -------------------------------- | --------------------------------------------------------- |
| 1998 | nicht vergeben                   | Michael Proksch und Peter Schöbach                        |
| 1999 | Valentina Babor ( Deutschland)   | Hermann Zilcher                                           |
| 2000 | Jie Zheng ( Volksrepublik China) | Johann Sebastian Bach                                     |
| 2002 | nicht vergeben                   | Johann Sebastian Bach und Joseph Haydn                    |
| 2004 | nicht vergeben                   | Rodion Schtschedrin                                       |
| 2006 | nicht vergeben                   | Dmitri Schostakowitsch und Ratko Delorko                  |
| 2007 | nicht vergeben                   | Frédéric Chopin                                           |
| 2008 | Marina Kan ( Russland)           | W.A. Mozart                                               |
| 2009 | nicht vergeben                   | Robert Schumann                                           |
| 2010 | nicht vergeben                   | Ludwig van Beethoven                                      |
| 2011 | Sandra Urba ( Deutschland)       | Franz Schubert                                            |
| 2012 | nicht vergeben                   | Sergei Prokofjew                                          |
| 2013 | nicht vergeben                   | Gilead Mishory                                            |
| 2014 | nicht vergeben                   | Johann Sebastian Bach und Söhne                           |
| 2015 | Till Hoffmann ( Deutschland)     | Johannes Brahms und Peter Tschaikowski                    |
| 2016 | Matteo Weber ( Deutschland)      | Domenico Scarlatti                                        |
| 2017 | Dmytri Mayboroda ( Russland)     | Bach, Chopin, Debussy, Skrjabin                           |
| 2018 | Simon Haje ( Deutschland)        | Franz Schubert                                            |
| 2019 | nicht vergeben                   | Wolfgang Amadeus Mozart                                   |
| 2022 | Lukas Katter ( Österreich)       | große Auswahl an Pflichtstücken verschiedener Komponisten |
| 2023 | Julia Stefan ( Deutschland)      | Robert Schumann                                           |
| 2024 | Sebastian Rauch ( Deutschland)   | Wolfgang Amadeus Mozart                                   |